# Tandradspoorweg van Núria
De tandradspoorweg van Núria (Cremallera de Núria) is een tandradspoorweg in de Pyreneeën in het noorden van Catalonië, Spanje. De lijn verbindt Ribes de Freser met Queralbs en Vall de Núria. Omdat Queralbs het hoogste punt in deze vallei is waar men met een auto kan komen is deze lijn, behalve het oude voetpad/ezelspoor, de enige manier om bij het skioord Núria te komen.
Deze lijn is geopend op 22 maart 1931 en is sindsdien al elektrisch. Hij is vanaf 2 januari 1984 onderdeel van de Ferrocarrils de la Generalitat de Catalunya (FGC).
De lengte van deze lijn is 12,5 km en de spoorbreedte is 1000 mm. De eerste 5,5 km zijn uitgevoerd als conventioneel spoor en de rest als tandradspoorweg waarbij gebruik wordt gemaakt van het Systeem Abt. De maximale helling is 15%. In totaal overbrugt deze lijn een hoogteverschil van 1062 meter. Voor de energievoorziening maakt men gebruik van een bovenleiding met 1500 volt gelijkstroom.
Drie generaties rollend materieel worden tegenwoordig nog ingezet op deze lijn. Het originele materieel bestaat uit passagiersrijtuigen voortgetrokken door vier zeswielige locomotieven, gebouwd door de Swiss Locomotive and Machine Works (SLM) en Brown, Boveri & Cie (BBC) in 1930-31, genummerd E1-E4. Deze worden aangevuld door vier dubbele elektrische treinen, gebouwd door SLM en BBC in 1985, genummerd A5-A8. De laatste generatie bestaat uit twee lagevloerstreinen van het type GelenkTriebWagen (GTW) gebouwd door de firma Stadler Rail in Zwitserland in 2003, genummerd A10-A11. Deze lijn heeft ook een dieseltandradlocomotief, D9, in gebruik als werktrein en als sneeuwploeg.
Voertuigen A10 en A11 zijn identiek aan het rollend materieel van de Cremallera de Montserrat. De Montserratlijn is ook eigendom van FGC en soms wordt er materieel uitgewisseld tussen de twee lijnen, waarbij locomotief E4 op deze lijn wordt ingezet als werktrein.